# Liste des rois des Romains ayant été sacrés à Aix-la-Chapelle
 (septembre 2009).
Si vous disposez d'ouvrages ou d'articles de référence ou si vous connaissez des sites web de qualité traitant du thème abordé ici, merci de compléter l'article en donnant les références utiles à sa vérifiabilité et en les liant à la section « Notes et références ».

## Liste
1. Otton Ier, duc de Saxe, le 7 août 936 ;
2. Otton II, le 26 mai 961 ;
3. Otton III, le 25 décembre 983 ;
4. Henri II, le 8 septembre 1002 (un premier sacre avait eu lieu à Mayence, le 6 juin) ;
5. Henri III, le 14 avril 1028 ;
6. Henri IV, le 17 juillet 1054 ;
7. Conrad, fils d'Henri IV, le 30 mai 1087 ; il ne régna pas ;
8. Henri V, le 6 janvier 1099, une seconde fois à la Cathédrale Saint-Martin de Mayence en 1106 ;
9. Lothaire II de Supplinburg, le 13 septembre 1125 ;
10. Conrad III, duc de Souabe, le 13 mars 1138 ;
11. Henri, fils de Conrad, le 30 mars 1147; il ne règne pas ;
12. Frédéric Barberousse, le 9 mars 1152 ;
13. Henri VI, le 15 août 1169 ;
14. Otton IV, comte de Poitou, le 12 juillet 1198 ;
15. Philippe de Hohenstauffen et sa femme Irène de Constantinople, le 6 janvier 1205 (à Mayence d'abord, le 8 septembre 1198) ;
16. Frédéric II, le 25 juillet 1215 ;
17. Henri, fils de Frédéric, le 8 mai 1222 ; il ne règne pas ;
18. Guillaume de Hollande, le ler novembre 1248 ;
19. Richard de Cornouailles et sa femme Sanctia, le 17 mai 1257 ;
20. Rodolphe de Habsbourg et sa femme Anne, le 24 octobre 1273 ;
21. Adolphe de Nassau et sa femme Imagina, le 24 juin 1292 ;
22. Albert d'Autriche, le 24 août 1298 ;
23. Henri VII et sa femme Marguerite de Brabant, le 6 janvier 1309 ;
24. Louis IV de Bavière et sa femme Béatrix, le 25 novembre 1314 ;
25. Charles IV, le 25 juillet 1349 ; il avait été déjà couronné à Bonn en 1346 ;
26. Wenceslas de Luxembourg et sa femme Jeanne de Bavière, le 21 juillet 1376 ;
27. Robert de Wittelsbach, le 14 novembre 1407 ; il ne prit que la couronne, sans être oint ; il avait été sacré à Cologne, le 6 janvier 1401 ;
28. Sigismond et sa femme Barbe de Slovénie, le 8 novembre 1414 ;
29. Albert II, le 31 mai 1438 ;
30. Frédéric III, le 17 juin 1442, le dernier des empereurs couronnés à Rome ;
31. Maximilien Ier, le 9 avril 1486 ;
32. Charles Quint, le 23 octobre 1520 ;
33. Ferdinand Ier, le 11 janvier 1531.

Après cette date, malgré les prescriptions de la bulle d'Or, la ville de Francfort fut préférée à Aix-la-Chapelle pour le couronnement des souverains allemands.

## La cérémonie

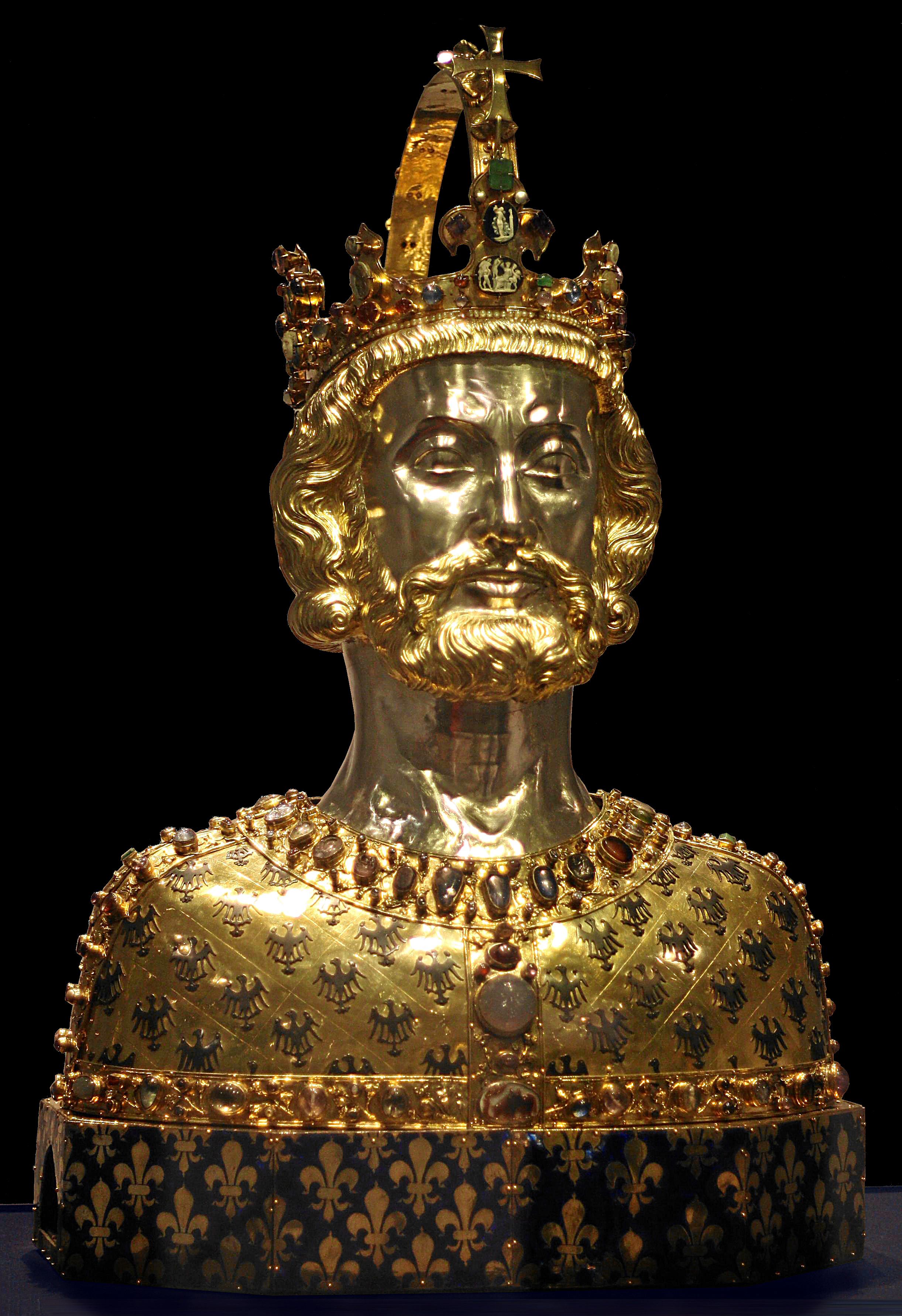
Le buste de Charlemagne.

On reçoit le roi processionnellement aux portes de la ville. Le roi salue le clergé et le conseil, baise la croix de Lothaire et s'incline devant le buste-reliquaire de Charlemagne. Puis, entre deux évêques, il s'achemine à cheval vers la chapelle.
Il doit passer dans la chapelle particulière dédiée à Charlemagne la nuit qui précède le sacre. Pour éviter la foule et les accidents, on commence parfois la cérémonie peu après minuit. C’est le cas pour Albert Ier. Après une prière de l'archevêque consécrateur, le roi dépose son manteau et se prosterne tout de son long devant l'autel avec les évêques et les prêtres, tandis que le clergé inférieur prie et chante les litanies des saints.
Une fois relevé, le roi s'approche de l'archevêque, qui lui pose, l'une après l'autre, six questions : « Est-il disposé… 
1. … à garder et à défendre la foi de l'Église catholique ? »
2. … à protéger l'Église et ses serviteurs ? »
3. … à gouverner son royaume d'après le droit établi par ses prédécesseurs ? »
4. … à maintenir les droits et les possessions de la couronne ? »
5. … à défendre les pauvres comme les riches, les veuves et les orphelins ? »
6. … à rester soumis et fidèle au pape et à l'Église romaine ? »

Le prince répond affirmativement à chaque question, à haute et intelligible voix, puis s'avance devant l'autel. Il place les deux premiers doigts de la main droite sur l'évangéliaire de Charlemagne et prononce le serment solennel de conformer sa vie à ces promesses, avec l'aide de Dieu et de son saint Évangile.
L'archevêque, s'adresse alors au peuple et lui demande s'il accepte son nouveau souverain. 
Après de nouvelles prières, le roi est sacré avec l'huile des catéchumènes. Le Pontificat romain ne prescrit d'oindre que le bras droit. À Aix-la-Chapelle, il est d'usage d'administrer des onctions sur la tête, la poitrine, entre les épaules, aux avant-bras et aux mains. Le roi reçoit ensuite l'épée comme symbole de la puissance souveraine, les bracelets, le manteau et l'anneau à cachet, enfin le sceptre et la couronne royale, le tout entrecoupé de prières et d'allocutions explicatives. Après une dernière bénédiction, le roi est conduit par les évêques au trône de Charlemagne. Le nouvel élu y prend place, reçoit le baiser de paix, puis les hommages de ses vassaux. La cérémonie se terme par le Te Deum et la messe, dont les prières sont empruntées à la fête des trois Rois (au moins dès le sacre d'Henri VII, à l'Épiphanie 1309).
Le roi est ensuite incorporé au chapitre d'Aix-la-Chapelle. En cette dualité, il doit déposer un nouveau serment sur l'évangéliaire de Charlemagne et sur le reliquaire de saint Étienne. La bulle d'Or prescrit l'emploi de ces deux reliques aux cérémonies du sacre, ainsi que de l'épée de Charlemagne.
L'historien saxon Widukind de Corvey a décrit le sacre d'Otton Ier. (Monum. Germ. Script., t. III, p.437), et le cérémonial du sacre de Rodolphe Ier nous est rapporté par Dom Martène dans son ouvrage De antiq. Ecclesiae ritibus, t. IV, p. 759.